# مویرز (اکلاهما)
مویرز (به انگلیسی: Moyers) یک منطقهٔ مسکونی در ایالات متحده آمریکا است که در شهرستان پوشماتاها، اکلاهما واقع شده‌است.